# Meles Zenawi
Legesse („Meles“) Zenawi (Adwa, 8. svibnja 1955. – Bruxelles, 20. kolovoza 2012.) bio je afrički političar i etiopski premijer od 1995. do 2012.
Rodio se u pokrajini Tigray, na sjeveru Etiopije. Završio je osnovnu i srednju školu, neko vrijeme studirao, a onda se povezao sa snagama koje su se borile protiv vlasti Mengistu Haile Mariama. Kada je režim Derga srušen 1991. godine, a Mengistu pobjegao u Zimbabve, preuzeo je njegovu funkciju. Za premijera je izabran 2000. i ponovno 2005. godine, ali ovi posljednji izbori su bili kritizirani zbog nedemokratičnosti. Bio je i etiopski predsjednik od 1991. do 1995. godine. Preminuo je u Bruxellesu, 20. kolovoza 2012. nakon teške bolesti.